# Сейм Царства Польского
Сейм Ца́рства По́льского (пол. Sejm Królestwa Polskiego) — двухпалатный парламент Царства Польского, существовавший в 1815—1832 годах. Образован вследствие дарованной российским императором Александром I конституции польскому государству. Обладал законодательной и высшей судебной властью. Состоял из двух палат: Сената (пол. Senat), возглавляемого президентом и имевшего численность 64 человека (входили совершеннолетние наследники престола Российской империи, остальная часть назначалась царём) и Посольской избы (пол. Izba Poselska), также именуемой Палатой депутатов, возглавляемой маршалом и имевшей численность 128 человек (77 членов избиралось на шляхетских сеймиках, а остальные — на гминных собраниях), также на заседании присутствовал сам царь. Имелся социальный ценз для кандидатов в обе палаты. Несмотря на большу́ю значимость по Конституции, с каждым годом становился всё менее авторитетным: частота заседаний сокращалась, уменьшалась роль решений собраний. Прекратил своё существование после польского восстания 1830—1831 годов и дальнейшего введения органического статута Царства Польского. Являлся экспериментом Александра I, где российское самодержавие проявляло либерализм в подвластном государстве. Заседания проходили в Королевском замке в Варшаве.

## История

### Формирование
После поражения Наполеона в Российской империи в 1812 году Варшавское герцогство находилось в русской оккупации. В 1813 году император Александр I поручил управление герцогством временному совету в составе пяти человек: его главой назначили сенатора Сергея Ланского, в его подчинении был вице-президент совета Адам Чарторыйский, а также Николай Новосильцев, Томаш Вавжецкий и Ксаверий Друцкий-Любецкий. На Венском конгрессе активно обсуждались сделки по разделу герцогства между членами антифранцузской коалиции. Александр I занял позицию удержания всей территории за Россией, в то время как Великобритания, Франция и Австрия были против этого и 3 (15) января 1815 года заключили между собой формальное соглашение против России. Пруссия, в свою очередь, желала получить как можно больше территорий. После бегства Наполеона с Эльбы и возобновления войны в Европе недавние союзники примирились.
22 мая (3 июня) было заключено соглашение о разделе Варшавского герцогства: к Пруссии отходили небольшая территория вокруг Познани и сам город — эта территория далее будет называться Великое княжество Познанское, Австрия занимала Подгуже, Краков и его окрестности, которые теперь именовались Вольным городом Краковом, а остальная часть образовала Царство Польское под контролем Российской империи. Об этом было торжественно объявлено 8 (20) июня 1815 года в Варшаве, а затем утверждено в итоговом договоре Венского конгресса. Одновременно шла работа над конституцией. После правок императора был принят несколько сокращённый проект, разработанный Александром Линовским и графом Людвиком Плятером под руководством Адама Чарторыйского. Император подписал Конституцию 15 (27) ноября 1815 года, текст был оглашён после отъезда Александра из Варшавы 12 (24) декабря. Временный совет существовал до конца 1815 года. Конституция вступила в действие с 1816 года.
Император назначил наместником Юзефа Зайончека, а не более поддерживаемого польским обществом Адама Чарторыйского, опасаясь роста авторитета последнего. Юзеф, не без помощи Николая Новосильцева, подчинил себе бо́льшую часть польских элит и «русифицировал» сам сейм, а также руководил делами тайной полиции против различных студенческих групп, которые выступали против российской власти. Большу́ю внеконституционную роль, значительно выходящую за пределы официальных полномочий главнокомандующего польской армией, играл князь Константин Павлович, который осуществлял надзор за публичной жизнью царства. Институты самодержавия, наместника и другие отодвинули на второй план большинство органов управления, а в дальнейшем и сам сейм.

### Деятельность

#### При Александре I
Сейм являлся экспериментом со стороны Александра I: институт российского самодержавия смешивался с формально свободным парламентом. Многие в то время надеялись, что это путь к либерализации как в подвластной Польше, так и в самой Российской империи (в частности и на литовских территориях под властью России). 12 (17) марта 1818 император открыл первое заседание сейма. Сейм принял все правительственные законопроекты, кроме отмены гражданского брака, введённого в Польше кодексом Наполеона; император остался доволен, что и выразил в своей финальной речи.

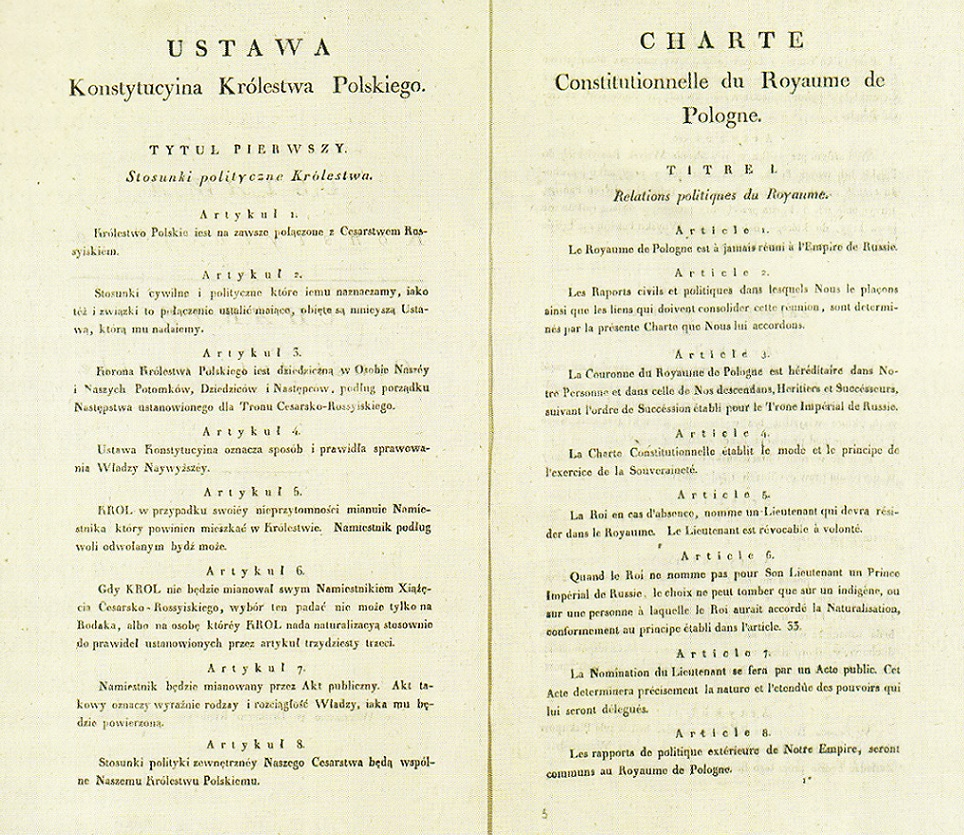
Конституция Царства Польского 1815-го года

В 1820 году, когда Александр прибыл на заседание сейма, он подвергся осуждению со стороны его членов за изменение своих взглядов на либерализацию Царства Польского: в этот раз он высказывался более осторожно, не одобряя либерализм. На сейме присутствовала сильная оппозиция с лидерами Бонавентурой и Винцентием Немоевскими. Под её влиянием сейм отклонил правительственный проект уголовного судопроизводства, так как он упразднял гласность суда, отменял суд присяжных и нарушал принцип «мы не посадим в тюрьму того, кто не был бы приговорён судом к заключению» (лат. neminem captivabimus nisi jure victum). Александр I был разочарован сеймом, что и выразил в заключительной речи, основная суть которой выражалась в том, что «поляки сами мешают восстановлению своей родины». Он угрожал отменить Конституцию, но ограничился лишь словами.
Вопреки всей конституции, следующий сейм был собран лишь в 1825. Тогда император настолько был недоволен сеймом, что исключил из него самых ярых оппозиционных членов (одним из них был Винцентий Немоевский), вводил добавочную статью к Конституции, которая упразднила гласность совещаний; для контроля деятельности сейма назначены особые чиновники, которые присутствовали на нём и вели контроль. За этот созыв император принял все законопроекты и был удовлетворён действиями сейма.

#### При Николае I
Когда на престол взошёл Николай I, либерализация в Польше приостановилась. После восстания декабристов некоторые польские либералы были обвинены в причастности к заговору и предстали перед сеймом для суда в 1828 году, хотя Новосильцев желал предать их военному суду. Несмотря на политическое давление со стороны Российской империи, сейм признал их вину лишь в принадлежности к национальному патриотическому обществу, которое было основано Валерианом Лукасиньским — это не считалось государственной изменой и являлось лишь проступком. Такой поступок не получил одобрения от Николая I, но был поддержан в Польше.
На созыве 1830 года сейм отказался выделить средства на создание в Варшаве статуи в честь царя Александра, что ещё больше огорчило Николая I. Ужесточение царской власти противоречило растущему национализму, охватившему польскую молодежь, особенно в университетах. Эти факторы привели к росту недовольства в Польше, кульминацией которого стало неудавшееся ноябрьское восстание 1830 года. 6 (18) декабря 1830 года был созван внеочередной сейм повстанцев, назначивший новое революционное правительство во главе с генералом Юзефом Хлопицким. 13 (25) января 1831 года он принял закон, внесённый Романом Солтыком, о низложении царя Николая I и провозглашении полной независимости от России. Сенатор Винценты Красинский, один из немногих, проголосовавших против членов патриотического общества, отказался присоединиться к восстанию. Свержение русского правления было плохо спланировано и, поскольку военная удача отвернулась от повстанцев, в сентябре того же года в Плоцке состоялась последнее заседание сейма в изгнании.

### Ликвидация
После подавления восстания царь не только ликвидировал парламентское учреждение сейма (см. Органический статут царства Польского) из состава нового правительства Польши, но и приказал уничтожить палату послов в Варшавском замке 2 (14) февраля 1832 года. Член сейма и известный историк Иоахим Лелевель, а также сенатор Юлиан Немцевич и бесчисленное множество других бежали от репрессий со стороны России в так называемой «Великой эмиграции».

## Состав
Сейм состоял из царя, верхней палаты (сената) и нижней палаты (посольской избы). Кандидаты на все должности должны были соответствовать определённым требованиям к социальному положению.

### Сенат
Сенату посвящена II глава Конституции, 108—117 статьи.
Сенат состоял из 64 членов, в их числе: «Принцы Императорской и Царской крови», то есть наследники российского престола мужского пола, но по достижении 18 лет, епископы — восемь католических и один униатский (всего девять), воеводы — 18 человек, каштеляны — 37 человек. Количество сенаторов не должно было превышать половины членов посольской избы.
Должность сенатора являлась пожизненной, их назначением занимается царь. В случае, если должность сенатора становилась свободной, сенат представлял царю при посредстве наместника двух кандидатов. Чтобы быть избранным в сенат, было необходимо: иметь возраст не менее 35 лет; быть обученным грамоте; иметь гражданские права и пользоваться ими; уплачивать годовой налог размером 2000 польских флоринов; удовлетворять требованиям органических законов.
В сенате председательствовал первый из его членов, в порядке, который определяется особым указом (т. н. президент сената). Кроме законодательных функций, сенат мог обладать иными функциями «особого указа». Для исполнения законодательных функций сенат собирался по указу царя. Для исполнения прочих функций сенат собирался по инициативе председателя. Сенат решал вопросы по поводу предания суду сенаторов, министров-начальников департаментов, государственных советников, референдариев за преступления на службе, по предложению царя или наместника, а также по обвинению палаты послов. Сенат принимал окончательные решения относительно действительности сеймиков, гминных собраний и выборов, то есть занимался и составлением списков избирателей как на сеймики, так и на гминные собрания .

### Посольская изба
Посольской избе посвящена III глава Конституции, 118—124 статьи.
Палата послов состояла из 128 членов, в их числе: 77 послов, избранных шляхетскими сеймиками — по одному на повет, 51 депутат, избранный городскими гминами — 8 для Варшавы, 43 для остальной страны.
На шляхетских сеймиках, как следует из названия, выборщиками являлось дворянство. В гминные собрания входили: каждый гражданин собственник не дворянин, уплачивающий по своему недвижимому имуществу налог, фабриканты, хозяева мастерских, торговцы, владеющие лавкой или магазином на сумму не менее 10 тысяч польских флоринов, все настоятели и викарии, профессора и учителя, на которых возложено народное просвещение, а также выдающиеся художники. В палате председательствует маршал, назначаемый царём из числа её членов.
Члены палаты исполняли свои функции шесть лет. Каждые два года одна третья часть выбывала, на их место выбирались новые. Таким образом, поначалу фактический срок для двух третей составлял не шесть лет, а два года для первой трети и четыре года для второй. Список выбывающих определялся жребием. Выбывшие могли быть избраны вновь без ограничений. Для того, чтобы быть избранным, было необходимо: иметь возраст не менее 30 лет; быть обученным грамоте; иметь гражданские права и пользоваться ими; уплачивать годовой налог размером 100 польских флоринов; не состоять на государственной гражданской или военной службе (кроме тех случаев, когда избрание предварительно было одобрено начальством).
Царь имел право распустить палату послов по собственному желанию. Если это происходило, то палата расходилась, а на их места в течение двух месяцев должны были быть выбраны новые члены.
Таким образом, избирательных прав была лишена значительная часть населения, в том числе и крестьянство. В то же время, около 100 тысяч человек в Царстве Польском с населением 2,7 миллиона человек имели право голоса, что делало их одним из самых наделённых избирательными правами населения в Европе начала XIX века.

## Полномочия и принцип деятельности
«Польский народ на вечные времена будет иметь национальное представительство на сейме, состоящем из царя и двух палат (изб), из коих первую будет составлять сенат, а вторую послы и депутаты от общин (гмин)», — 31 статья Конституции.
Полномочия и принципы деятельности сейма определялись всем четвёртым разделом, состоящим из 18 статей.
Согласно 86-й статье Конституции, законодательная власть пребывает в лице царя и двух палат, как и следует из 31-й статьи. Сейм должен был собираться раз в два года в Варшаве в установленное монархом время сроком на 30 дней. Во время восстания 7 (19) февраля 1831 новым законом сейм был провозглашен постоянным. Отсрочивать, продлевать и распускать его мог только царь, он же созывал чрезвычайный сейм «когда считает нужным», и назначал маршала и секретаря.

Формально члены сейма обладали неприкосновенностью, а именно: «…не может быть взять под стражу, пока сейм продолжается, ни судим уголовным судом, иначе как с согласия палаты, в которой он состоит», но на практике это право не всегда соблюдалось.
«Сейм не может заниматься ничем другим, кроме предметов, входящих в круг его ведения, или указанных в акт созыва», — 94-я статья Конституции. 
Сейм обсуждал все проекты законов — по фискальным вопросам, по гражданским и уголовным делам, — которые были переданы ему от имени царя государственным советом. Сейм обсуждал любые изменения или замены органов и предметов ведения конституционных установлений и властей: самого сейма, государственного совета, суда и правительственных комиссий. Сейм, по инициативе царя, обсуждал вопросы об изменении величины податей, налогов, пошлин и государственных повинностей, а равно и о желательных изменениях таковых, о лучшем и справедливом распределении, о составлении бюджета расходов и доходов, регулирование монетной системы, набор рекрутов в армию и другие предметы, которые будут переданы монархом. Сейм обсуждал сообщения, которые могли быть сделаны ему от царя вследствие общего отчёта. В случае непринятия сеймом бюджета, прежний сохранял силу закона до ближайшей сессии, но терял свою силу по истечении четырёх лет, если за это время сейм ни разу не был созван. Обе палаты должны были совещаться публично, однако они имели право собираться на закрытые заседания по заявлению одной десятой части присутствующих. По усмотрению царя проекты вносились или в палату сенаторов, или в посольскую избу; исключением являлись финансовые законы — они должны были предварительно вноситься в палату послов. Для обсуждения проектов каждая палата избирала путём закрытых выборов три комиссии, размер которых в сенате три сенатора и пять членов в посольской избе (в каждой комиссии восемь членов, всего — 24), которые избирались в следующие комиссии: финансовая комиссия; комиссия законодательства гражданского и уголовного; комиссия законодательства органического и административного.
После избрания комиссий каждая палата обязывалась оповестить об этом государственный совет. Комиссии относились к государственному совету. Проекты, которые вносились по повелению монарха, не могли изменяться никак иначе, как государственным советом вследствие замечаний, представленных соответствующим комиссиям сейма. Члены государственного совета в обеих палатах и члены комиссий в соответствующих палатах имели право произносить написанные речи, «с листка», остальные же должны были говорить «по памяти». Члены государственного совета имели право заседать и участвовать в обсуждениях государственных проектов в обеих палатах, но не имели права голосовать, если не являлись сенаторами, послами или депутатами. Решения о проектах принимались путём голосования, голоса подавались вслух. Проект, принятый в одной палате большинством голосов, передавался в другую и обсуждался тем же образом. При равенстве голосов проект считался принятым. Проект, принятый одной палатой, не мог быть изменён другой палатой: он должен был быть либо принятым, либо отвергнутым. Проект, принятый двумя палатами, передавался на утверждение царя. В случае утверждения проект становился законом, который в дальнейшем должен был быть обнародован в указанной монархом форме; в случае отказа — проект больше не обсуждается, то есть фактически монарх обладал правом вето. Общий отчёт о положении государства, составленный государственным советом и отправленный в сенат, зачитывался на соединённом заседании палат; каждая палата поручала рассмотрение отчёта собственным комиссиям, а далее представляла своё заключение о нём царю. Заключение могло быть в печатном виде.
Хотя сейм должен был собираться каждые два года, собирались они всего четыре раза — в 1818, 1820, 1825 и 1830 годах. В основном это было связано как с нежеланием российского монарха разделять свою власть с польскими представителями, так и с не совсем лояльной по отношению к России значительной частью польской элиты, склонной лишь к компромиссам с властью Российской империи. С 1825 года, вопреки существующим положениям Конституции Царства Польского, заседания сейма держались в тайне. Роль сейма была значительной, но меньшей, чем предусматривалось Конституцией.

#### Монографии
- Брокгауз Ф. Энциклопедический словарь Брокгауза и Ефрона. — СПб., 1907.
- Ващенко А. Права населения Царства Польского по конституционной хартии 1815 года // Право и права человека: Сборник научных трудов юридического факультета МГПУ. — 1999.
- Сергеевский. Н. Д. Конституционная Хартия 1815 года и некоторые другие акты бывшего Царства Польского 1815-1881 / под ред. Ю. И. Семенова. — М., 1997.
- Jędruch J. Constitutions, elections, and legislatures of Poland, 1493–1977: a guide to their history (пол.). — 1982. — ISBN 978-0-7818-0637-4.
- Lewinski-Corwin E. The political history of Poland (пол.). — New York: Polish Book Importing Co., 1917.
- Bardach J. Historia panstwa i prawa polskiego (пол.). — 1980.
- Lukowski J. A Concise History of Poland (пол.). — 2006. — ISBN 9780521853323.
- Maxwell A. Walerjan Krasiński's «Panslavism and Germanism»(1848): Polish Goals in a Pan-Slav Context (англ.). — New Zealand: Slavonic Journal, 2008.
- Kancelaria Sejmu (Chancelery of the Polish Parliament). Marszałkowie Sejmu Rozbiory (the Partitions) (пол.). — 2007.
- Nicolson H. The Congress of Vienna: A Study in Allied Unity, 1812-1822 (англ.). — Grove Press, 2000. — ISBN 978-0-8021-3744-9.

#### Архивные документы
- Журнал сейма Царства Польского в 1818 г.
- Дневник заседаний Посольской избы во время сейма Царства Польского в 1820 г.
- Журнал сената сейма Царства Польского 1825 г. т. 1, т. 2, т. 3
- Журнал сейма от г. 1830—1831. Том 1 — 6